# لوکینسکایا (شهرستان ورخنتویمسکی، استان آرخانگلسک)
لوکینسکایا (به لاتین: Lukinskaya) یک منطقهٔ مسکونی در روسیه است که در استان آرخانگلسک واقع شده‌است.